# Nívar
Nívar – gmina w Hiszpanii, w prowincji Grenada, w Andaluzji, o powierzchni 11,18 km². W 2014 roku gmina liczyła 920 mieszkańców.